# 藤牧京介
藤牧 京介（ふじまき きょうすけ、1999年8月10日 - ）は、日本のアイドル。グローバルボーイズグループ・INIのメンバー。長野県 佐久市出身。LAPONEエンタテインメント所属。愛称は「京ちゃん」「京介」「まっきー」。

## 概説
INIのメンバーで、メインボーカルの1人。
グローバルボーイズグループを作るサバイバルオーディション番組『PRODUCE 101 JAPAN SEASON2』に出演。同番組から誕生した「INI」のメンバーとしてのデビュー権を獲得。2021年11月3日にCDデビュー。

## 来歴

### 生い立ち
長野県に生まれる。祖父は桃農家を営んでいた。
中学校では野球部、高校では軽音楽部であった。
歌が好きで、学生時代から様々なオーディションを受けていたがなかなか芽が出ず、介護用品レンタルの営業職に就職。
仕事を始めてからはオーディションを受けられる機会も減り、半分くらい夢を諦めかけていたと語っている。

### TikTokでの活動
しかし歌が好きという気持ちが忘れられず、「うた」という名義でTikTok上に歌唱動画の投稿を開始。
TikTokでの活動について、「聞いてくれる人、自分の歌を待ってくれている人がいた事で、自分の歌を皆に届ける職業、アイドル・アーティストになりたいという自分の夢を再確認し、PRODUCE 101 JAPAN SEASON2に参加した。それがなかったら応募することもなかったかもしれない。」と語っている。
フォロワー数は約19万人を集めていた。デビュー後にゲスト出演したラジオ番組にて、メンバーの高塚大夢も当時藤牧のアカウントをフォローしていたことを明かし「オーディションになって、そしたらそのフォローしていた人が仲間に…（笑）」というエピソードを語った。

### PRODUCE 101 JAPAN SEASON2
オーディションへの参加理由として、アーティストになる夢を諦められなかったので挑戦したと語っている。オーディション開始時から「武器は歌、特技も歌、歌が好きな気持ちは誰にも負けない。歌で魅了させるようなアーティストになりたい」と自己紹介しており、放送開始直前の特別番組で発表された「練習生が選ぶ歌が気になる練習生」でも1位を獲得した。
ダンス・歌共にトレーニングは未経験であったが、トレーナー陣によるレベル分けテストでは安定した歌声が評価され、A評価を獲得する。その後はダンスの成長にも注目が集まった。
センター、メインボーカルを務めた「花束のかわりにメロディーを」のステージは歴代最高レベルのステージと称され、ハイライト動画がYouTubeの急上昇ランク1位になるなど話題を集めた。
最終順位4位でデビュー権を獲得。 デビュー決定時は涙に声を詰まらせながら、家族に対して「本当に今まで迷惑ばかりかけてきたけれど、これからは恩返しできるので、たくさん恩返ししていきたい」と伝えた。

### INIの結成
2021年6月13日に生放送された『PRODUCE 101 JAPAN SEASON2』最終回で、11人組アイドルグループ「INI」のメンバーとして年内のCDデビューが発表される。
同年9月にはデビューシングル『A』の発売が発表され、11月3日にデビューを果たした。

### INIとしてのデビュー後
2025年1月28日に東京・IMM THEATERで『LAPOSTA 2025 Supported by docomo』内の企画「LAPOSTA 2025 SHOW PRODUCED by MEMBERS」を開催。『lay a rail』と題した公演を行った。
2025年8月4日に尾崎匠海とのオリジナル楽曲「Unrequited Love」「プロポーズ」を配信。2人でコンセプトや楽曲イメージについても意見を出し合い、制作に携わった2曲となっている。配信当日には千葉と仙台で路上ライブを尾崎とともに実施した。その後も不定期で実施し、同月7日には神奈川と東京で実施。「So You Can Shine」やオリジナル楽曲のほか、INIの楽曲やカバー楽曲などを歌唱した。

## 人物

### 特徴
「のびやかな歌声の持ち主」と評されることが多い。
INIメンバーの髙塚大夢からもインタビューで「人の心を癒す歌声を持っているのが最大の魅力」と評されている。加えて、「自然と周りに人を引き寄せる、空気を良くする人」とも称されている。
性格面では真面目、丁寧、愛らしいと称されることが多いが、INIとしてデビューしてからは毒舌キャラとなっている。番組内でのナイトルーティーン紹介では、化粧水の付け方を調べたことや、化粧水をもらった経緯などを細かに話して話題を集めた。
当人は自身について「色々なことを気にしすぎてしまう性格」と語っている。
チャームポイントはえくぼ。
メンバーからも愛され、なによりMINI（INIのファンネーム）思い。
優しくてでも毒舌なのが愛おしいとMINIから言われている。

### 趣味・嗜好
好きな食べ物はカニ、焼き肉。
好きな漫画・アニメは『ダイヤのA』『ドラゴンボール』『MAJOR』『ハイキュー!!』『BLEACH』。
憧れのアーティストはEXILE ATSUSHI、Nissy
座右の銘は「力戦奮闘」。
趣味は歌うこと、サウナ。特技は歌うこと、野球。
苗字単体で呼ばれる事を嫌い、口癖は「藤牧っていうな」

### その他エピソード
名前の京介は歌手の氷室京介に由来している。

## ディスコグラフィ

### オリジナル楽曲
- 生きること - 藤牧が作詞を手がけた自身初のオリジナル楽曲[32]。
- Pay Back - Da-iCEの工藤大輝からの提供曲で、藤牧が作詞した[20]。

### 参加楽曲
PRODUCE 101 JAPAN SEASON2
- Let Me Fly～その未来へ～
- A.I.M（Alive In My Imagination）- B.Q.N（バキューン）名義
- RUNWAY
- One Day

その他
- HY「366日 feat. 藤牧京介」（2024年5月6日配信、Universal Music LLC） - HYとのコラボ楽曲。フジテレビ系列テレビドラマ『366日』第5話主題歌。
- 「So You Can Shine」（2025年7月11日配信、DONGRAMYPROJECT） - 尾崎匠海との楽曲。Amazon Original日本ドラマ『私の夫と結婚して』テーマソング。
- 「Unrequited Love」「プロポーズ」（2025年8月4日配信、LAPONEエンタテイメント） - 尾崎匠海とのオリジナル楽曲。

### 作詞
INIとしてデビュー後、自身で作詞した曲をリリースしている。
| 発売日        | タイトル     | アーティスト               | 収録作品                   | 備考               |
| ------------- | ------------ | -------------------------- | -------------------------- | ------------------ |
| 2023年5月24日 | Let's Escape | INI                        | DROP That                  | 自身初のリリース曲 |
| 未発売        | 生きること   | 藤牧京介                   | 未収録                     | [ 32 ]             |
| 未発売        | Pay Back     | 藤牧京介                   | 未収録                     | [ 32 ]             |
| 2025年8月4日  | プロポーズ   | 尾崎匠海 & 藤牧京介（INI） | Unrequited Love/プロポーズ | 尾崎匠海と共作詞   |

## 出演

### ドラマ
- 君の花になる（2022年10月18日 - 12月20日、TBS） - CHAYNEY・シュウヘイ 役[40][41]

### 配信番組
- PRODUCE 101 JAPAN SEASON2（GYAO!・TBS、2021年）

### フェス
- HAPPINESS JAM 2025（2025年9月6日〈予定〉、長崎スタジアムシティ ハピネスアリーナ） - 尾崎匠海と出演[42]
- イナズマロックフェス 2025（2025年9月20日〈予定〉、烏丸半島芝生広場） - 尾崎匠海と出演[43]

## 関連映像

### PRODUCE 101 JAPAN SEASON2
| 藤牧京介PRODUCE 101 JAPAN SEASON2参加楽曲 | 藤牧京介PRODUCE 101 JAPAN SEASON2参加楽曲 | 藤牧京介PRODUCE 101 JAPAN SEASON2参加楽曲 | 藤牧京介PRODUCE 101 JAPAN SEASON2参加楽曲 | 藤牧京介PRODUCE 101 JAPAN SEASON2参加楽曲 | 藤牧京介PRODUCE 101 JAPAN SEASON2参加楽曲                                              |
| 評価名                                    | 曲名                                      | 原曲アーティスト名                        | 動画                                      | 個人推し動画                              | パフォーマンス メンバー                                                                |
| ----------------------------------------- | ----------------------------------------- | ----------------------------------------- | ----------------------------------------- | ----------------------------------------- | -------------------------------------------------------------------------------------- |
| オンタクト評価                            | 愛してるのに、愛せない                    | AAA                                       | ＊                                        | -                                         |                                                                                        |
| レベル分け評価                            | アイデア                                  | 星野源                                    | ＊                                        | -                                         | 藤本世羅、宮下紀彦                                                                     |
| レベル分け再評価                          | Let me fly〜その未来へ〜                  | オリジナル                                | ＊                                        | ＊                                        | 同番組に出演した練習生のうちオンタクト評価を通過した60人                               |
| グループ評価                              | 無限大                                    | JO1                                       | ＊                                        | ＊                                        | 木村柾哉、尾崎匠海、西洸人、太田駿静、飯沼アントニー                                   |
| ポジション評価                            | 花束のかわりにメロディーを                | 清水翔太                                  | ＊                                        | ＊                                        | 仲村冬馬、飯沼アントニー、太田駿静                                                     |
| コンセプト評価                            | A.I.M.                                    | オリジナル                                | ＊                                        | ＊                                        | 髙塚大夢、福田翔也、栗田航兵、テコエ勇聖、ヴァサイェガ光、村松健太                     |
| デビュー評価                              | RUNWAY                                    | オリジナル                                | ＊                                        |                                           | 仲村冬馬、髙塚大夢、佐野雄大、阪本航紀、松田迅、池﨑理人、田島将吾、尾崎匠海、中野海帆 |
| デビュー評価                              | ONE DAY                                   | オリジナル                                | ＊                                        |                                           | ファイナリスト21人の練習生                                                             |